# 福島県道151号山都柳津線
福島県道151号山都柳津線（ふくしまけんどう151ごう やまとやないづせん）は、福島県喜多方市から河沼郡柳津町に至る一般県道である。

## 路線概要
- 起点：喜多方市山都町三津合字塚田
- 終点：河沼郡柳津町上川原甲
- 総延長：15.112 km[1]
  - 実延長：14.736 km
- 路線認定年月日：1959年8月31日[2]

### 重用路線
- 福島県道341号別舟渡線（河沼郡会津坂下町束松字諏訪田～同町束松字屋敷丙）
- 国道49号（河沼郡柳津町藤～同町藤字古市）

### 道路施設
川井橋
- 全長：141.6 m
- 幅員：12 m
- 形式：単径間鋼下路式トラスドランガー橋
- 竣工：1977年12月[3][4]
- 施工：川崎重工業[5]

喜多方市山都町三津合から高郷町川井に至り、一級水系阿賀野川水系只見川を渡る。只見川に架かる橋として最下流の橋である。
沢向橋
- 全長：9.5 m
- 幅員：4.0(7.0) m
- 形式：PC単純プレテン床版橋
- 竣工：2014年度
- 施工：日本サミコン

柳津町藤字沢向にて一級水系阿賀野川水系下藤川を渡る。幅員狭小、急こう配による冬期間の交通障害解消のため、地方特定道路整備事業として建設された。総工費は1億1600万円。
新上藤橋
- 全長：52.2m
- 幅員：2.6m
- 竣工：1982年[7]

柳津町藤にて只見川左岸の断崖部分を通すために架けられている片桟橋である。
観月橋
- 全長：95.9m
- 幅員：5.2m
- 竣工：1978年[7]

柳津町小椿字瑞光寺甲から柳津字諏訪町甲に至り、一級水系阿賀野川水系只見川を渡る。すぐ上流には国道252号の瑞光寺橋が架かり、すぐ下流では支流の銀山川が合流する。

## 通過する自治体
- 喜多方市 - 河沼郡会津坂下町 - 柳津町

## 接続・交差する道路
- 喜多方市内
  - 福島県道43号会津坂下山都線（山都町三津合字塚田 起点）
  - 福島県道340号上郷舟渡線（高郷町西羽賀字西羽賀）
- 会津坂下町内
  - 福島県道341号別舟渡線 束松峠方面（束松字諏訪田）
  - 福島県道341号別舟渡線 舟渡方面（束松字諏訪田）
- 柳津町内
  - 国道49号 新潟市方面（藤）
  - 国道49号 郡山市方面（藤字古市）
  - 福島県道342号藤小椿線（小椿字上宮ノ前乙）
  - 国道252号（小椿字大巻甲）
  - 福島県道225号会津柳津停車場線（柳津字諏訪町甲）
  - 福島県道53号会津高田柳津線（柳津字上川原甲 終点）

## 沿線
- 西羽賀簡易郵便局
- 只見川
- 柳津温泉スキー場
- 柳津温泉
- 圓蔵寺
- 柳津郵便局